# Engyodontium rectidentatum
Engyodontium rectidentatum är en svampart som först beskrevs av Matsush., och fick sitt nu gällande namn av W. Gams, de Hoog, Samson & H.C. Evans 1984. Engyodontium rectidentatum ingår i släktet Engyodontium och familjen Cordycipitaceae.   Inga underarter finns listade i Catalogue of Life.